# Horismenus depressus
Horismenus depressus är en stekelart som beskrevs av Charles Joseph Gahan 1930. Horismenus depressus ingår i släktet Horismenus och familjen finglanssteklar. Inga underarter finns listade i Catalogue of Life.